# Husgärdessjön
Husgärdessjön är en sjö i Skara kommun i Västergötland och ingår i Göta älvs huvudavrinningsområde. Sjön är 11,5 meter djup, har en yta på 0,326 kvadratkilometer och är belägen 126,1 meter över havet. Husgärdessjön har fått sitt namn efter Axevalla hus, en medeltida riksborg belägen på en vindaudden i södra delen av sjön. Sjön har även kallats Hussjön och Husesjön. Vid sjöns norra strand ligger Valle Camping.

## Delavrinningsområde
Husgärdessjön ingår i det delavrinningsområde (647692-137170) som SMHI kallar för Mynnar i Härlingtorpskanalen. Avrinningsområdets medelhöjd är 131 meter över havet och ytan är 5,29 kvadratkilometer. Räknas de 6 delavrinningsområdena uppströms in blir den ackumulerade arean 30,89 kvadratkilometer. Vattendraget som avvattnar avrinningsområdet har biflödesordning 5, vilket innebär att vattnet flödar genom totalt 5 vattendrag innan det når havet efter 260 kilometer. Delavrinningsområdet består mestadels av skog (21 %), öppen mark (17 %) och jordbruk (46 %). Avrinningsområdet har 0,85 kvadratkilometer vattenytor vilket ger det en sjöprocent på 16,1 %.

## Galleri

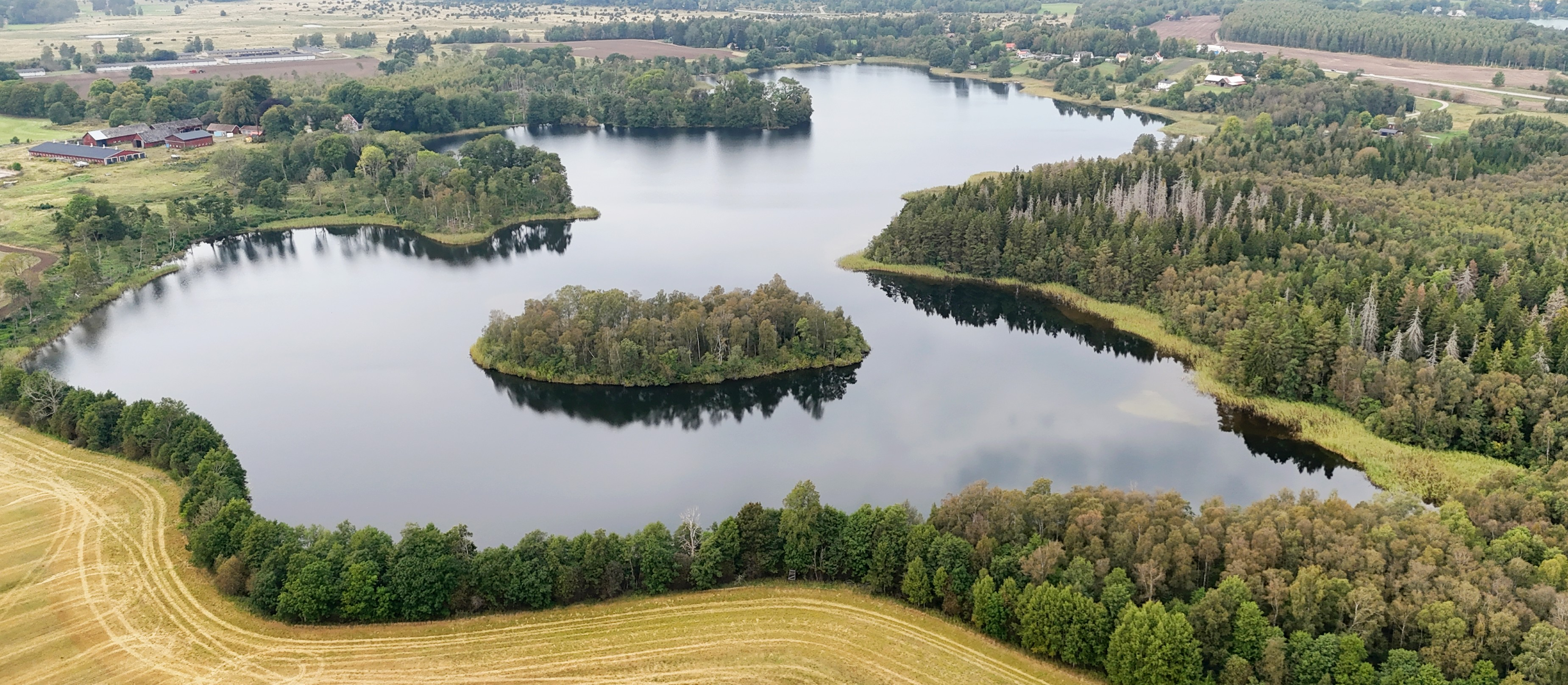
Husgärdessjön i september 2024.